# Блокатор епителијалног натријумског канала
Блокатор епителијалног натријумског канала је блокатор натријумског канала који је селективан за епителијалне натријумски канал.
Пример лека из ове групе је амилорид, који се користи за третман хипертензије.